# Установка фракціонування Батон-Руж
Установка фракціонування Батон-Руж — підприємство нафтогазової промисловості в Луїзіані, розташоване на правому березі Міссісіпі навпроти столиці штату міста Батон-Руж. Також відома під назвою Порт-Аллен.
Введена в експлуатацію в 1999 році, установка переробляє суміш зріджених вуглеводневих газів, котра надходить зі штатів Алабама та Міссісіпі через Tri-States Pipeline. Від кінцевої точки останнього в Кеннер (на західній околиці Нового Орлеану) ЗВГ подається через короткі з'єднувальні трубопроводи Вілпрайс (прямує до комплексу підземних сховищ Соренто) та Батон-Руж (продовжує трасу від Соренто до Порт-Аллен).
Фракціонатор має потужність з переробки до 60 тисяч барелів ЗВГ на добу, при цьому в 2016-му він випустив майже 12,3 млн тонн товарних продуктів, у тому числі етану — 4,1 млн барелів, пропану — 4,6 млн, н-бутану — 0,9 млн, ізо-бутану — 1,4 млн, фракції пентан+ — 1,3 млн.
Потужності зі зберігання включають лише сховище сировини об'ємом 1 млн барелів.
Видача продукції може здійснюватись до розташованого на протилежному березі Міссісіпі нафтопереробного заводу Батон-Руж, який зокрема пов'язаний з потужним пропанопроводом Dixie Pipeline, котрий транспортує важливе для комунально-побутового сектору США паливо у напрямку атлантичного узбережжя.